# Exyston boreotis
Exyston boreotis là một loài tò vò trong họ Ichneumonidae.